# 진주부 (선거구)
진주부는 대한민국의 옛 국회의원 선거구이다. 당시 경상남도 진주부 지역을 관할했다.

## 역사
제헌 국회의원 선거를 앞두고 진주부 전 지역을 관할하는 선거구로 신설되었다.
1949년 8월, 진주부가 진주시로 개칭되었다. 이에 제2대 국회의원 선거를 앞두고 진주시 선거구로 개편되었다.

## 역대 국회의원
| 선거 | 선거 | 의원   | 정당   |
| ---- | ---- | ------ | ------ |
|      | 1948 | 이강우 | 무소속 |

## 역대 선거 결과

### 대한민국 제헌 국회의원 선거
|  | 26.18% |

|  | 23.09% |

|  | 18.85% |

|  | 17.52% |

|  | 10.34% |

|  | 2.67% |

|  | 1.32% |